# Korkenziehertrasse

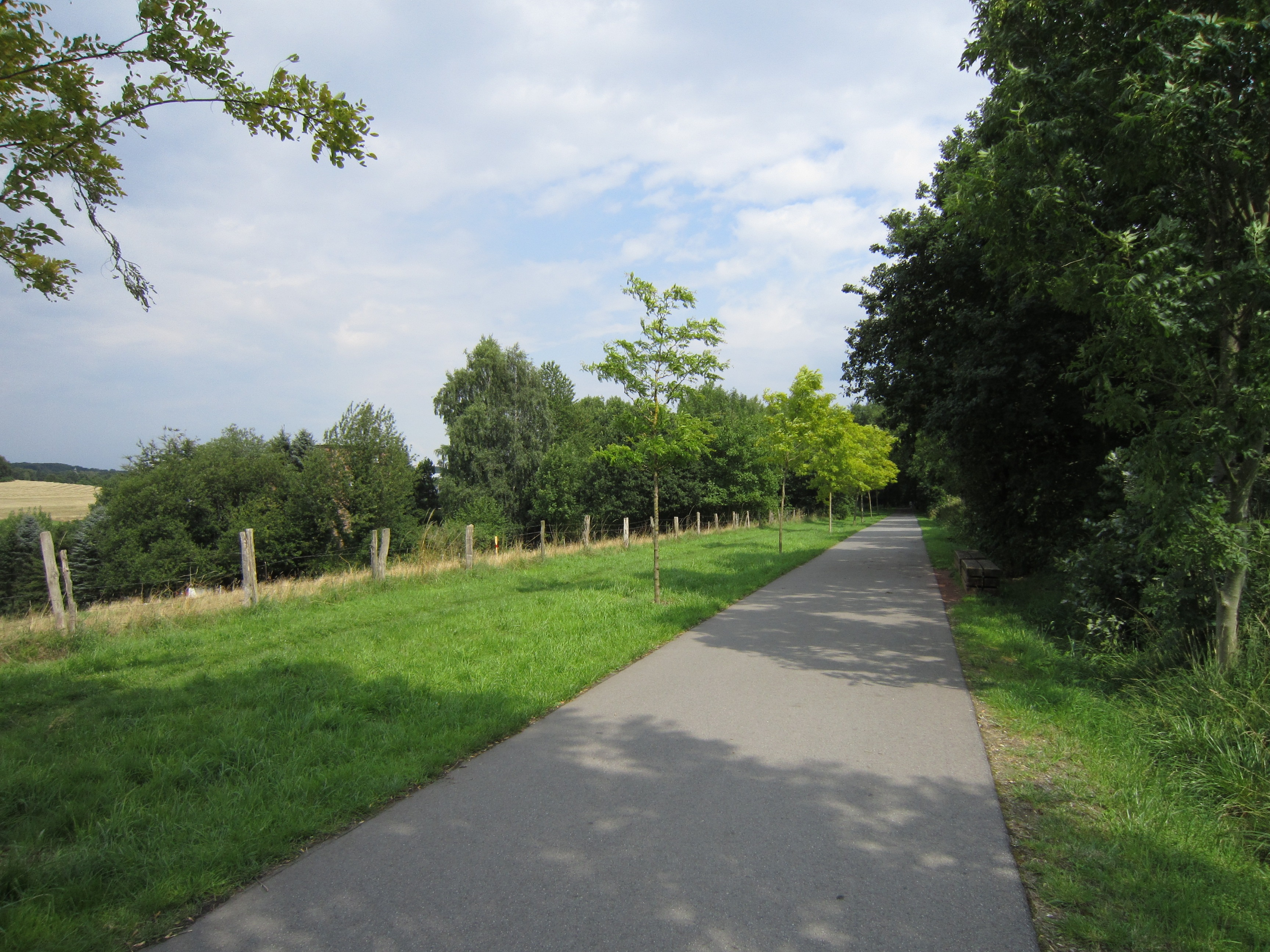
Korkenziehertrasse in Solingen-Wald

Die Korkenziehertrasse, auch als Korkenzieherbahn bekannt, ist eine zum Radwanderweg umgebaute ehemalige Bahntrasse in der bergischen Großstadt Solingen. Sie folgt dem Verlauf der Bahnstrecke Solingen–Wuppertal-Vohwinkel. Auf rund 15 Kilometern verbindet sie mit insgesamt 42 Zugangspunkten die Solinger Südstadt mit dem Stadtteil Gräfrath und den Nachbarstädten Haan und Wuppertal. So besteht seit 2014 etwa Anschluss an die durch Wuppertal verlaufende Nordbahntrasse.
Die Korkenziehertrasse wurde im Rahmen der Regionale 2006 realisiert. Ihren Namen trägt sie aufgrund ihres S-förmigen Verlaufes durch die Stadt, der dem Gewinde eines Korkenziehers ähnelt.
Die Korkenziehertrasse hat den Status eines gemeinsamen Geh- und Radwegs und ist an den Zugängen entsprechend mit dem Zeichen 240 StVO gekennzeichnet.

## Geschichte

### Vormalige Nutzung als Bahntrasse

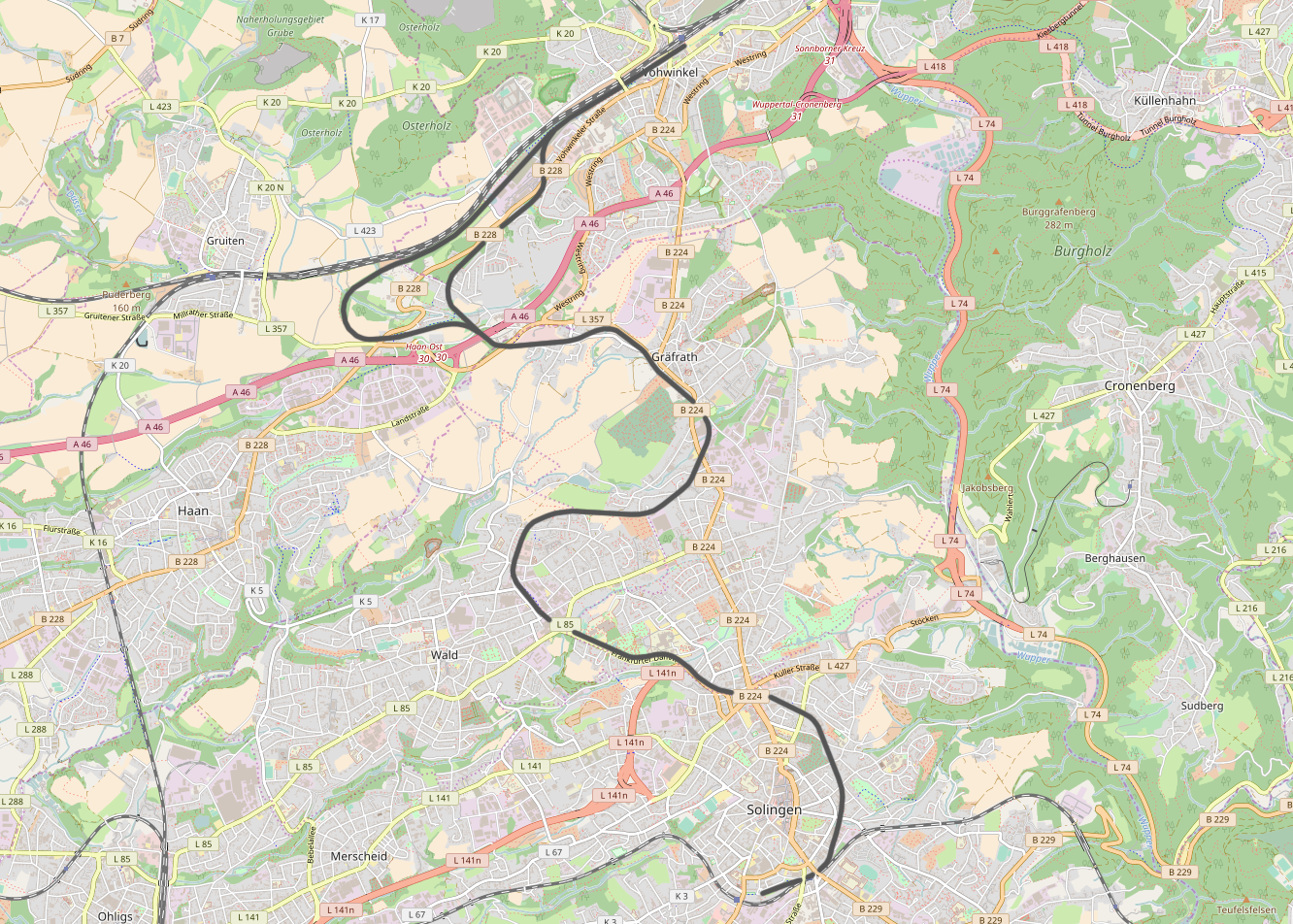
Der Streckenverlauf der Korkenzieherbahn

Die industrielle Revolution fasste ab der zweiten Hälfte des 19. Jahrhunderts auch in weiten Teilen des Bergischen Landes Fuß. Große Fabriken entstanden, die einer schnelleren und praktikableren Zu- und Abfuhr von Rohstoffen und Waren bedurften als mit dem Handwagen oder der Kutsche, die über Jahrhunderte ausgereicht hatten. So setzte sich die Eisenbahn als bevorzugtes Verkehrsmittel rasch durch.
Der erste Bahnhof auf dem Gebiet der heutigen Stadt Solingen eröffnete bereits 1867 in Ohligs. In den Folgejahrzehnten erfolgte die Verbindung zum ehemaligen Hauptbahnhof, der zum damaligen Zeitpunkt Südbahnhof hieß, in der Solinger Stadtmitte. Die Verbindung zwischen Vohwinkel (heute Stadtteil Wuppertals) und Wald (heute Stadtteil Solingens) als erstes Teilstück der Bahnstrecke Solingen–Wuppertal-Vohwinkel eröffnete am 15. November 1887. Keine drei Jahre darauf, am 12. Februar 1890, schloss ein Teilstück zwischen Wald und dem damaligen Solinger Hauptbahnhof die letzte Lücke im Eisenbahnnetz Solingens. Die Strecke der Korkenzieherbahn war somit fertiggestellt.
Bereits im Zweiten Weltkrieg wurde der Personenzugverkehr offiziell eingestellt. Aufgrund wegbrechender Kunden im Güterverkehr in der Nachkriegszeit erfolgte schließlich 1958 auch die komplette Stilllegung der Strecke auf dem Abschnitt zwischen Wald und Gräfrath, womit die Strecke unterbrochen war. Der Güterverkehr zwischen Gräfrath und Vohwinkel blieb hingegen noch bis 1989 bestehen, am 31. Mai des Jahres erfolgte auch dort die Stilllegung. Der letzte Abschnitt der Korkenzieherbahn, die Verbindung zwischen Solingen-Mitte und Wald, wurde schlussendlich im Jahre 1995 stillgelegt.

### Umbauarbeiten

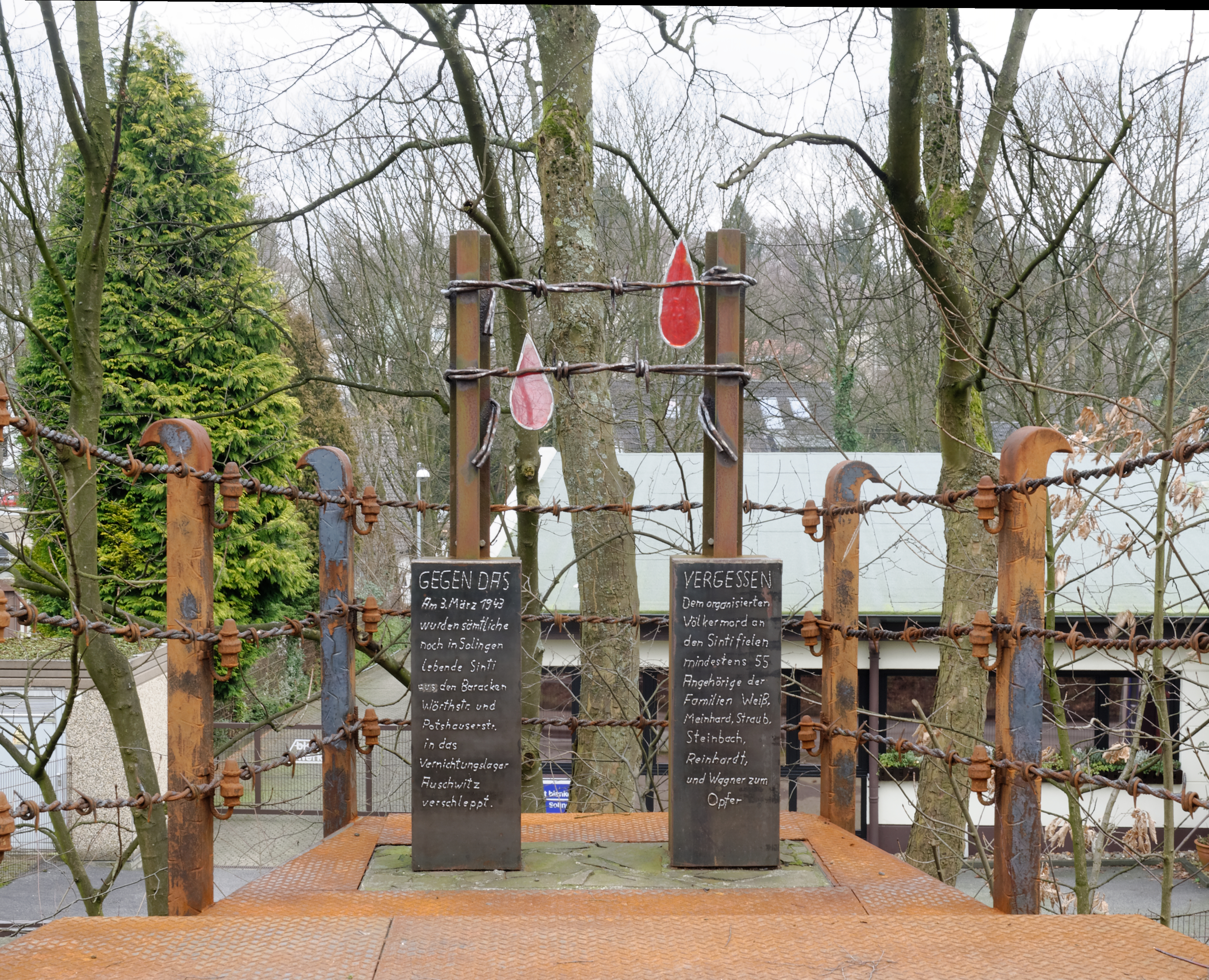
Sinti-Denkmal

Teile der Bahnstrecke wurden schon vor dem groß angelegten Umbau zu Fußwegen umfunktioniert, so etwa der Abschnitt zwischen Untenflachsberg und der Fuhr, der im Jahre 1994 in Schotter ausgeführt wurde.
Mit der Regionale 2006, dem regionalen Strukturförderungsprogramm der drei Städte Wuppertal, Remscheid und Solingen, kamen im neuen Jahrtausend Ideen auf, die gesamte Strecke einer Umnutzung hin zu einem Radwanderweg zu unterziehen. Im Jahr 2002 erwarb die Stadt Solingen die Strecke. Die Bauarbeiten begannen im Sommer 2003 und erfolgten im Wesentlichen in vier Bauabschnitten:
- 1. Bauabschnitt: Zunächst wurde bis Juni 2004 die Strecke zwischen dem damals noch in Betrieb befindlichen Hauptbahnhof und der Brücke Kasinostraße fertiggestellt.
- 2. Bauabschnitt: Im Sommer 2005 konnte der nächste Abschnitt eingeweiht werden. Es handelt sich um die Strecke von der Brücke Kasinostraße zur bis dato noch nicht bestehenden Brücke über die Carl-Ruß-Straße. Ebenfalls ausgebaut wurde in diesem Zusammenhang der Tunnel Schlagbaum als längster Tunnel der Strecke.
- 3. Bauabschnitt: Im dritten Bauabschnitt erfolgte die Ausbau der Strecke von der Carl-Ruß-Straße bis zum inzwischen niedergelegten Gräfrather Bahnhof. Fertiggestellt wurde der Abschnitt im September 2006. Die beiden Leichtmetall-Brücken über die Wuppertaler und die Carl-Ruß-Straße wurden jedoch erst im August 2007 eingeweiht.
- 4. Bauabschnitt: Zuletzt folgte das kleine Teilstück zwischen dem Gräfrather Bahnhof und der Stadtgrenze zu Wuppertal und Haan. Es wurde ebenfalls im August 2007 eingeweiht.

### Weitere Baugeschichte
Im Rahmen der Miss-Zöpfchen-Läufe wurden von Jahr zu Jahr weitere Teile der Trasse mit Laternen beleuchtet. Einige dieser Laternen wurden von Großspendern gestiftet, deren Namen auf Metallplatten an den Laternen eingraviert sind. Im Frühling 2017 wurden 32 neue Laternen zwischen Apfelbaum und dem Kunstmuseum errichtet, die ebenfalls gesponsert wurden. Auch die beiden Leichtmetall-Brücken wurden mit Spendengeldern finanziert.
Aufgrund der großen Nutzung der Trasse kam es bei dem als Untergrund verwendeten Terraway-Belag bereits nach wenigen Jahren zu Rissen und zum Wegbrechen der Ränder. Bei den Planungen ging man von einer 831/3 Prozent niedrigeren Nutzung aus. Die Stadt ließ darum seit 2010 Stück für Stück den Belag abreißen und durch Asphalt ersetzen. Inzwischen ist der Belag komplett ausgetauscht.
Seit 2007 erinnert nahe dem ehemaligen Solinger Nordbahnhof auf Höhe der Potshauser Straße ein Mahnmal an die aus dieser und der Wörthstraße am 3. März 1943 in das Vernichtungslager Auschwitz deportierten 55 noch in Solingen verbliebenen deutschen Sinti. Am Jahrestag der Deportation findet seit 2014 ein Mahngang zum Denkmal statt.
Am 27. September 2012 wurde auf dem Abschnitt der Trasse zwischen dem Botanischen Garten und der Bernd-Kurzrock-Sportanlage der sogenannte Pfad der Menschenrechte eingeweiht. Den Abschnitt säumen seither 13 Tafeln, die die insgesamt 30 Artikel der UN-Menschenrechtscharta in Wort und Bild darstellen. Das Projekt wurde vom Solinger Ortsverein von Amnesty International initiiert und in Zusammenarbeit mit der Jugendhilfewerkstatt, der Neue Arbeit Ittertal gemeinnützige GmbH, den Technischen Betrieben, der Stadt sowie einigen Unternehmen und vielen privaten Spendern umgesetzt.
Seit Sommer 2014 ist die Korkenziehertrasse mit der Nordbahntrasse verbunden, die durch Wuppertal führt.
Im Februar 2020 wurde die baufällig gewordene historische Eisenbahnbrücke der Korkenziehertrasse über die Gartenstraße abgerissen und durch einen Neubau ersetzt. Dabei kam eine in Deutschland neuartige Bauweise zum Einsatz: ein Überbau der bestehenden Unterkonstruktion aus glasfaserverstärktem Kunststoff (Fiberglas). Als Vorteile dieser Bauweise gab die Stadt Solingen an, dass der bauliche Aufwand sehr viel geringer sei, außerdem sei es die wirtschaftlichere Variante gegenüber einer herkömmlichen Stahlbetonbrücke. Innerhalb eines Tages wurde das Fertigbauteil eingebaut, die Baukosten betrugen 75.000 Euro.

## Streckenbeschreibung

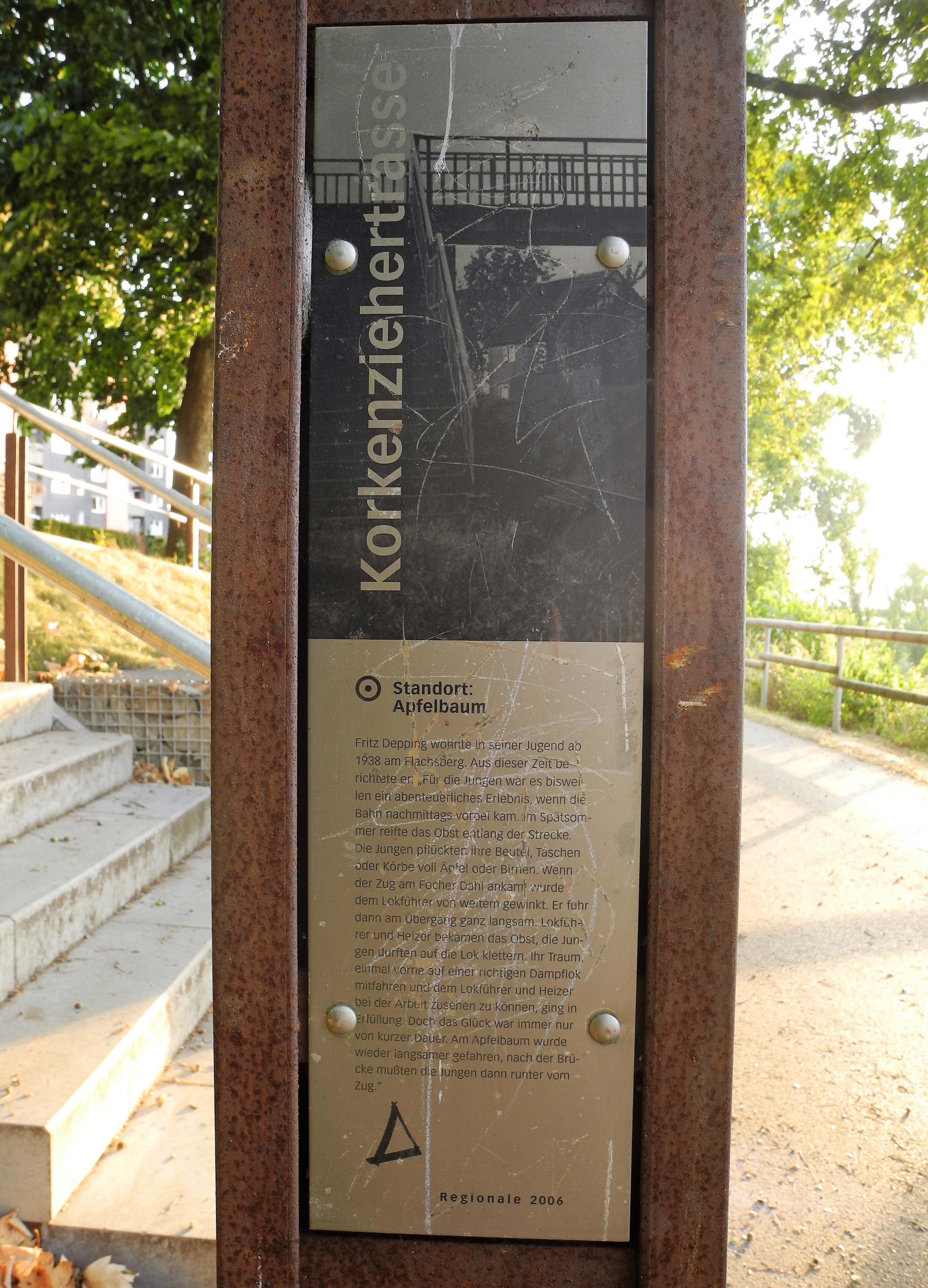
Stele der Korkenziehertrasse am Zugang Apfelbaum

Die Trasse beginnt im Südpark in der südlichen Solinger Innenstadt. Das dortige Umfeld um den stillgelegten, alten Hauptbahnhof mit den Güterhallen und dem Forum Produktdesign erlebte im Zuge der Umbauarbeiten der Regionale 2006 eine massive bauliche wie kulturelle Aufwertung. Startpunkt der Trasse ist die Freifläche vor den Künstlerateliers in den Güterhallen. Vorbei an der neu gebauten Skaterampe und dem Kunstrasenplatz, führt die Trasse in Höhe des Bahnhofes Solingen Mitte an den Schienen der Eisenbahnverbindung zwischen Solingen-Ohligs und Wuppertal entlang.
Ab dem Bereich des Gleisdreiecks verläuft die Korkenziehertrasse in nördlicher Richtung weiter. Hinter dem kleinen Gewerbegebiet am Gleisdreieck wird die Dorper Straße auf einer aus der Bauzeit der Eisenbahnstrecke stammenden, stählernen Brücke überquert. Am Rand gibt es einen kleinen Spielplatz mit Skaterampe. Kurz vor dem Tunnel Wupperstraße befinden sich einzelne Anlagen aus der Eisenbahnzeit, darunter ein alter Prellbock. Es folgt zunächst die alte Brücke über die Kasinostraße und anschließend jene über die Klauberger Straße. Nach einer Linkskurve und der Querung der Cronenberger Straße führt die Trasse am ehemaligen Solinger Nordbahnhof entlang, an dem sich ein großer Spielplatz mit Bolzplatz sowie ein Imbiss befinden.
Kurz darauf folgt der Tunnel Schlagbaum, der den viel befahrenen, gleichnamigen Verkehrsknoten unterquert und mit einer Gesamtlänge von 109 Metern den längsten Tunnel der Korkenziehertrasse bildet. Nach dem Tunnelausgang führt die Trasse zwischen zwei Dämmen niedriger als die Umgebung weiter in nördliche Richtung. Nach Unterquerung der Scheidter Straße verläuft die Strecke ihrerseits auf einem Damm oberhalb der Straße Frankfurter Damm und führt so auch an der Endstelle der Viehbachtalstraße vorbei. Auf der rechten Seite folgt der Botanische Garten, zu dem auch zwei Zugangspunkte führen. Auch die Stichstraße zum Schulzentrum Vogelsang wird auf einer historischen Eisenbahnbrücke überquert. Es folgt der sogenannte Pfad der Menschenrechte. Auf dem kurzen Abschnitt der Trasse sind 13 Tafeln aufgestellt, die die insgesamt 30 Artikel der UN-Menschenrechtscharta in Worten und Bildern darstellen.
Anschließend folgt auf der rechten Seite die neu errichtete Bernd-Kurzrock-Sportanlage, bevor die Carl-Ruß-Straße auf einer 2007 eingeweihten Leichtmetall-Brücke überquert wird, die nach dem gleichnamigen Solinger Maler den Namen August-Preuße-Brücke trägt. Nach einem kurzen Streckenstück durch ein Industriegebiet folgt die Querung der Focher Straße auf einer alten Eisenbahnbrücke, bevor auf der linken Seite die Gebäude des alten Walder Bahnhofs liegen.

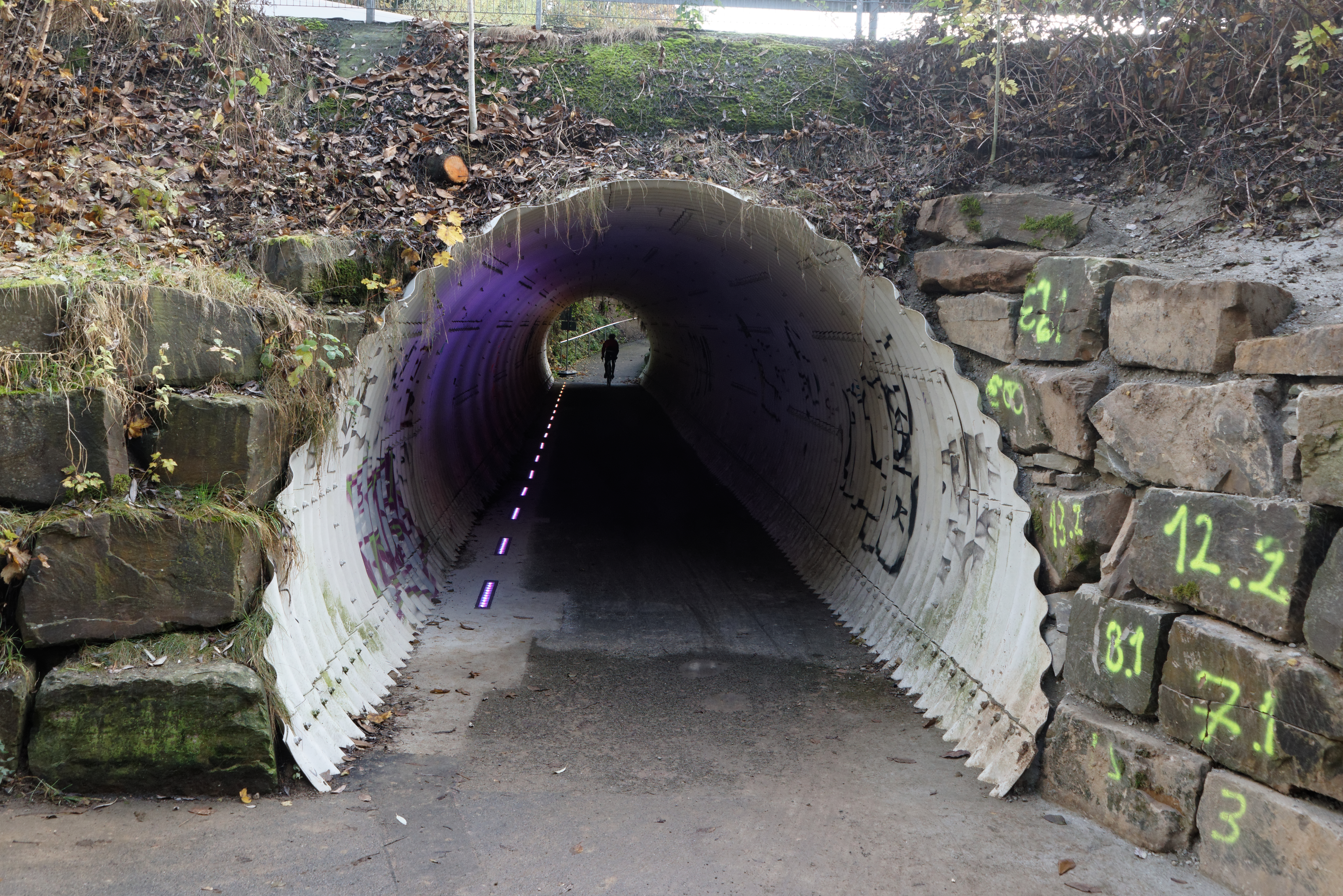
Rabbasoltunnel

Der 35 Meter lange, sogenannte Rabbasol-Tunnel unterquert das Firmengelände des gleichnamigen Solinger Reinigungsmittelherstellers, der auch die Baukosten des Tunnels trug. Der Tunnel ermöglichte erst, die Korkenziehertrasse als zusammenhängenden Weg zu realisieren, da das Rabbasol-Firmengelände zwei Teilstücke voneinander trennte.
Hinter dem Tunnel geht es steil bergauf, die folgende Deller Straße wird auf einer alten Eisenbahnbrücke überquert. Vorbei an Gewerbebetrieben und hinter der Kreuzung mit der Fuhrstraße, am Gemeindezentrum vorbei wird die Strecke zusehends ländlicher. Links der Strecke befinden sich Wälder, Ackerflächen und Felder. An der Fuhr liegt rechts der Strecke ein Spielplatz mit Bolzplatz. Anschließend säumt die Strecke rechts eine Hundewiese, dann Kleingärten und Waldflächen. Vorbei an den Hofschaften Nümmen, Focher Dahl, Unten- und Obenflachsberg folgt die 2020 neu gebaute Brücke aus Fiberglas, die über die Gartenstraße führt. Über die Wuppertaler Straße führt wenig später eine zweite im Jahre 2007 realisierte Leichtmetall-Brücke. Das folgende Teilstück verläuft entlang von Wald und Gewerbegebiet.
Am Museum Zentrum für verfolgte Künste sowie dem Kunstmuseum Solingen, beide im Gebäude des alten Gräfrather Rathauses, führt die Korkenziehertrasse über den Museumsparkplatz und wird erst nach Querung der Wuppertaler Straße wieder auf eigener Strecke fortgesetzt. Vorbei an einer Brachfläche, auf der bis 2011 der Gräfrather Bahnhof zu finden war, führt die Korkenziehertrasse auf einem bewaldeten Abschnitt um den historischen Ortskern Gräfraths herum. Auf einem massiv ausgeführten Bahndamm wird die Einmündung der Oberhaaner Straße in die Straße Roggenkamp passiert. Nach einer Linkskurve folgt zunächst ein neu errichteter Tunnel und dann die Hofschaft Fürkeltrath. Die letzten zweihundert Meter verlaufen geradeaus, bis die Strecke symbolisch vor einem Prellbock beendet wird. An dieser Stelle besteht Anschluss an die etwas oberhalb verlaufende Landesstraße 357 und nach Unterquerung der Bundesautobahn 46 weiter in Richtung der Nordbahntrasse.
Die gesamte Strecke weist kaum nennenswerte Steigungen oder Gefälle auf. Überdies ist sie fast vollständig von einem kleinen Grüngürtel umgeben, der aus Bäumen und Sträuchern besteht und die Strecke räumlich von ihrer, teils eng bebauten Umgebung trennt. Entlang der Zuwege zur Trasse befinden sich Hinweistafeln, die Informationen über die Geschichte des Streckenstücks oder seiner Umgebung ausweisen.

## Aktionen und Sonstiges

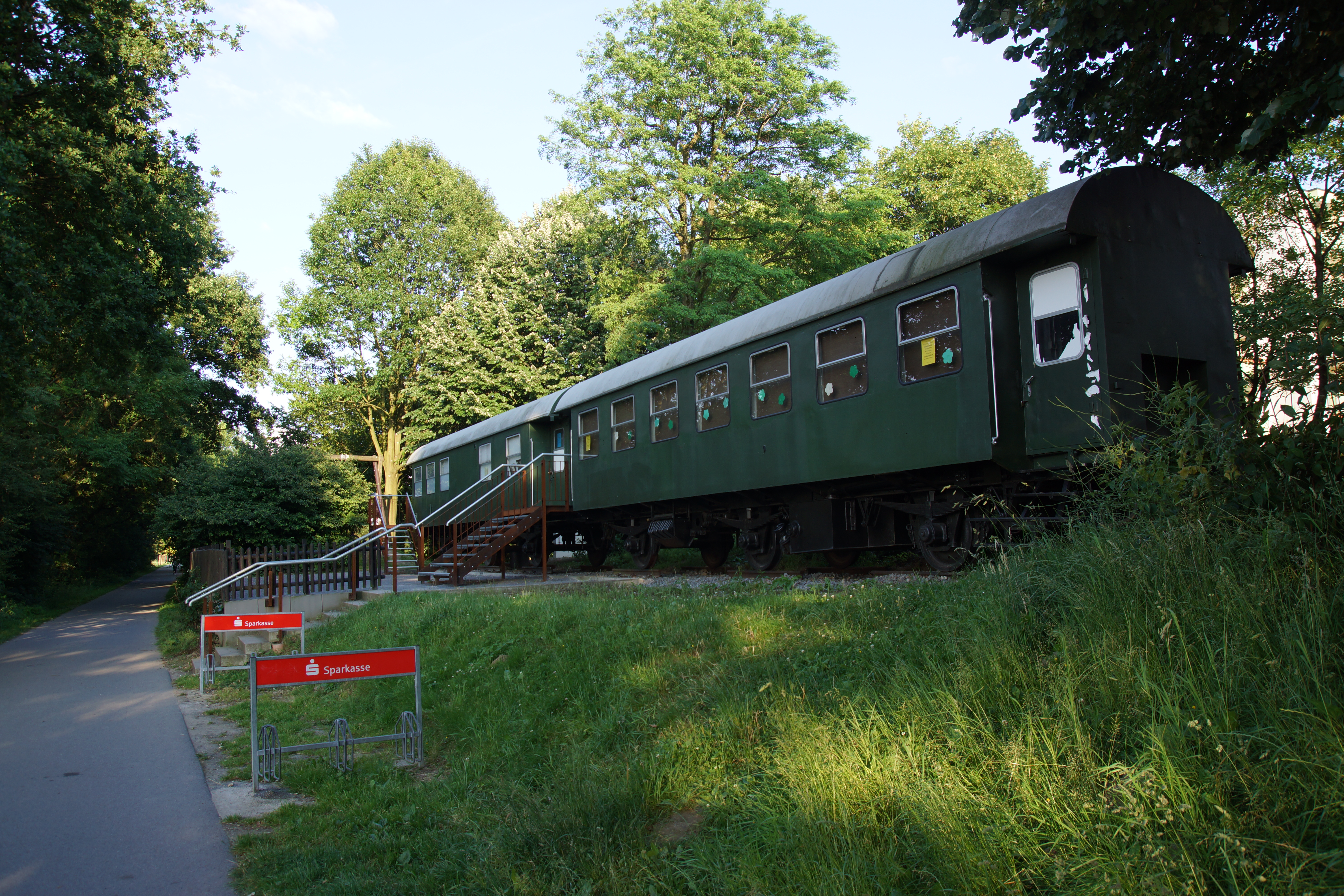
Trassencafé

### Miss-Zöpfchen-Lauf
Die Trasse verfügte zunächst über keinerlei Beleuchtung, was sie nur für die Nutzung im Hellen attraktiv machte. Seit 2006 finden alljährlich im September mehrere Sponsorenläufe in verschiedenen Lauflängen auf der Trasse zum Sammeln von Spendengeldern für deren Beleuchtung statt. Organisatorin und Initiatorin ist die vom Solinger Tageblatt im Jahre 2006 zur Miss Zöpfchen gekürte Kim Armbruster und ihre Eltern. Durch das Engagement der jedes Jahr teilnehmenden Läufer konnten bis 2016 bereits auf dem 6.500 Meter langen Abschnitt vom Südpark bis zur Fuhr der insgesamt 10.290 Meter langen Strecke mit Laternen ausgestattet werden. Zu Beginn des Jahres 2016 wurde überdies der Rabbasoltunnel mit einer bunten LED-Lichtinstallation ausgestattet.

### Trassencafé
Das sogenannte Trassencafé in einem umgebauten Eisenbahnwagen mit unmittelbarem Zugang zur Trasse hin eröffnete im Jahr 2011. Es befindet sich an der Fuhr in der Nähe des Spielplatzes. Aufgrund zu geringer Umsätze öffnet das Café ab Herbst 2014 zunächst nur noch sonntags. 2015 wurde das Café schließlich dauerhaft geschlossen.
Seit Juni 2021 wird das Trassencafé ehrenamtlich durch den Walder Verein Institut für DIY-Kultur betrieben. An ausgewählten Tagen bietet der Verein dort ein Imbissangebot an. Geplant ist zudem eine Ausweitung des Engagements in der Zukunft unter anderem durch Einrichtung einer Reparaturwerkstatt für Fahrräder sowie die Nutzung des Waggons für kulturelle Veranstaltungen in Anlehnung an die Utopiastadt im ehemaligen Bahnhof Wuppertal-Mirke.